# Тбилисский государственный медицинский университет
Тбилисский государственный медицинский университет (груз. თბილისის სახელმწიფო სამედიცინო უნივერსიტეტი) — ведущий медицинский вуз Грузии, расположенный в Тбилиси на проспекте Важи-Пшавелы.
Университет является членом ряда международный ассоциаций — Европейской университетской ассоциацией (EUA), Ассоциации медицинского образования Европы (AMEE), Европейской ассоциации международного образования (EAIE) и Европейской медицинской ассоциация студентов (EMSA).
Университет сотрудничает со Всемирной организацией здравоохранения (WHO), Всемирной федерацией медицинского образования (WFME), ЮНЕСКО, Образовательной комиссией для выпускников зарубежных медицинских вузов (ECFMG) и Академией мира Швайцер (SWA).

## История

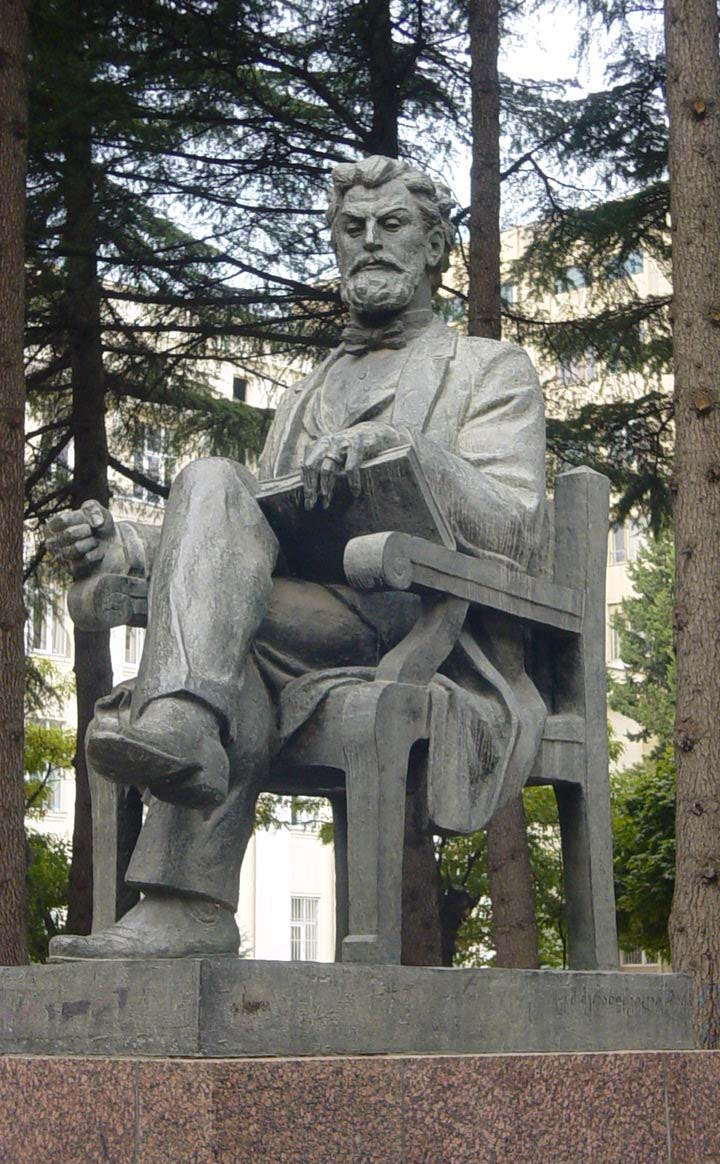
Памятник И. Р. Тарханову перед зданием Тбилисского государственного медицинского университета

В 1930 году на базе медицинского факультета Тбилисского университета был открыт Тбилисский медицинский институт. Первыми профессорами медицинского факультета Иваном Бериташвили, Александром Аладашвили, Семёном Гогитидзе, Владимиром Жгенти и другими были подготовлены преподавательские кадры для института.
В 1935 году курсы повышения квалификации врачей института были реорганизованы в Тбилисский институт усовершенствования врачей.
С 1962 года в институте начала действовать центральная научно-исследовательская лаборатория (ЦНИЛ), состоявшая из 11 отделов (патофизиологии и экспериментальной терапии, генетики, биофизики, микробиологии и иммунологии, биохимии и др.).
В 1992 году институт получил почётный статус университета.
На 2016 год в университете действовало пять факультетов:
- Медицинский факультет
- Стоматологический факультет
- Факультет здравоохранения
- Фармацевтический факультет
- Факультет физической реабилитации

С 2006 года в университете введена новая система кредитных единиц — Европейская система зачетного перевода (ECTS — European Credit Transfer System). Обучение ведётся на грузинском языке, а часть программ — на английском.

## Дополнительные источники
- Вирсаладзе К. С. Тбилисский медицинский институт // Большая медицинская энциклопедия : в 30 т. / гл. ред. Б. В. Петровский. — 3-е изд. — М. : Советская энциклопедия, 1985. — Т. 24 : Сосудистый шов — Тениоз. — С. 521. — 544 с. : ил.|  | В статье не хватает ссылок на источники (см. рекомендации по поиску). Информация должна быть проверяема, иначе она может быть удалена. Вы можете отредактировать статью, добавив ссылки на авторитетные источники в виде сносок. (28 июня 2023) |